# Valerargues
Valerargues (en francès Vallérargues) és un municipi francès situat al departament del Gard i a la regió d'Occitània.